# Ilustrador

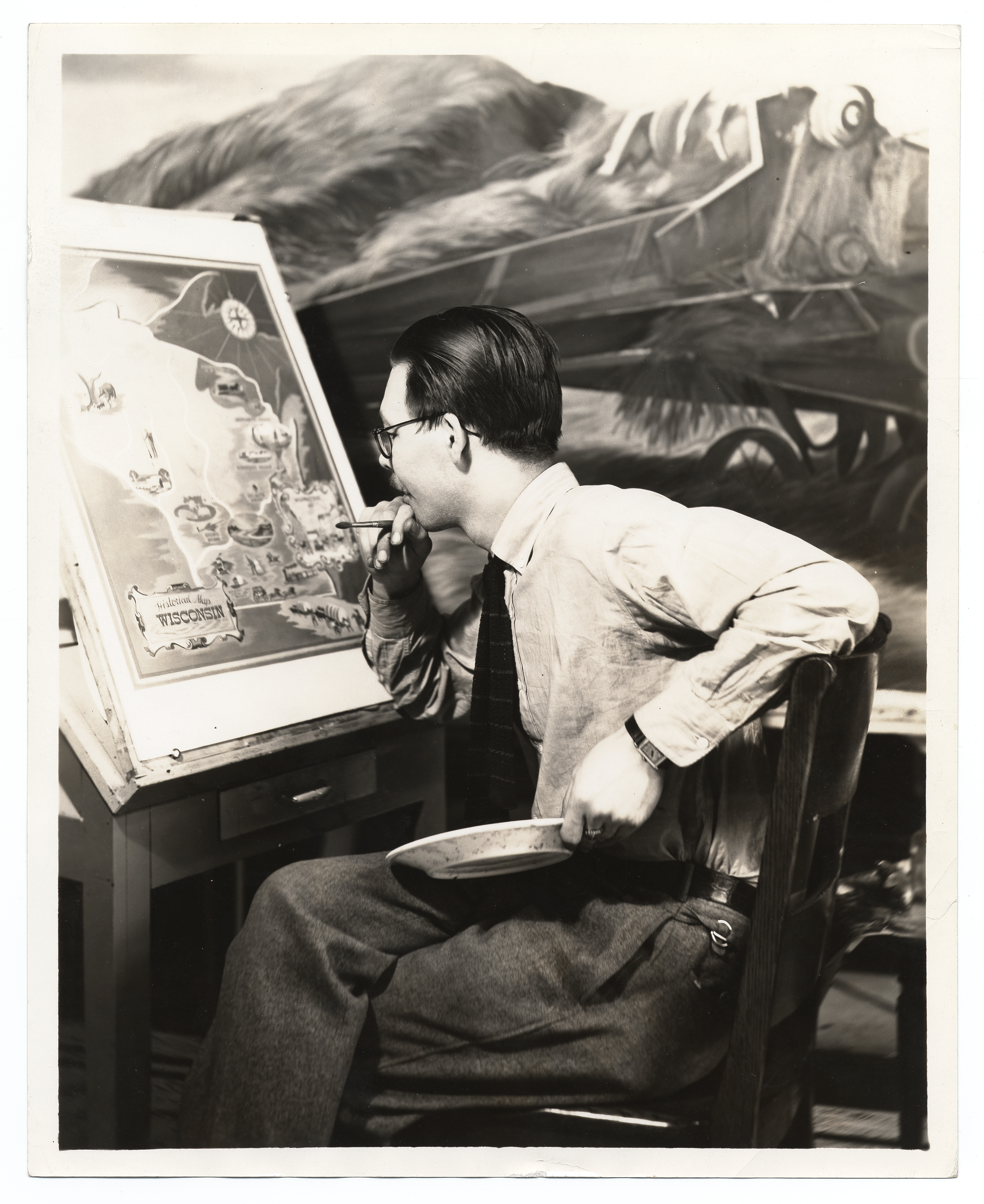
Un ilustrador.

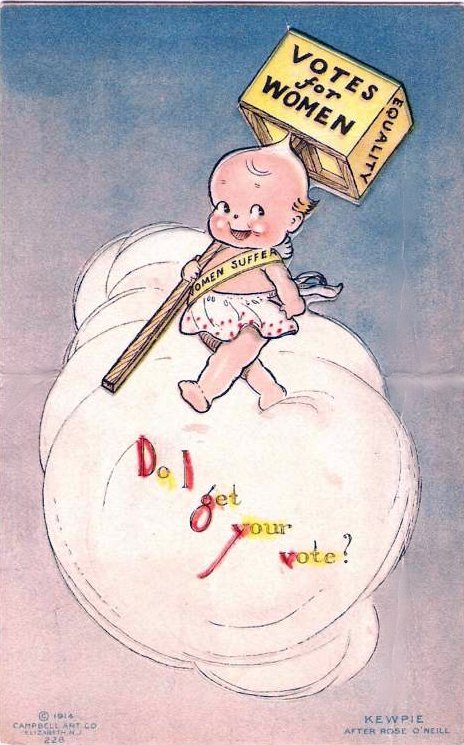
Obra de la ilustradora Rose O'Neill, Kewpie que promueve el movimiento por el sufragio femenino. (1914)

Un ilustrador (en femenino, ilustradora) es un artista gráfico que se especializa en la mejora de la comunicación escrita, a través de representaciones visuales que se corresponden con el contenido con parte del mismo.
Las ilustraciones pueden ser solicitadas para clarificar conceptos complicados u objetos que son difíciles de describir textualmente, o también pueden ser requeridas como atractivo, como es el caso de las tarjetas de felicitación, en el arte de hacer las portadas de discos y libros, en el interior de impresos o como publicidad.
Los ilustradores contemporáneos se ganan la vida creando material gráfico para su uso en libros infantiles, publicidad, periódicos, revistas, y también por cierto en la llamada web. El estilógrafo, la tinta, y el aerógrafo, han sido reemplazados en buena parte por los ordenadores, herramienta que domina la industria hoy en día, si bien muchos ilustradores también siguen usando las herramientas tradicionales.
Arte e ilustración nunca pueden separarse por completo; la ilustración se basa en las técnicas artísticas tradicionales. Generalmente, se considera que la ilustración es arte en un contexto comercial. El término de ilustrador no esta alejado del término artista, las obras son de carácter comunicativo que través de elementos visuales crean una composición con el fin de hacer una representación gráfica y simbólica. 
El ilustrador cumple la función de crear un elemento visual que ayude al entendimiento del tópico o tema a tratar, a lo largo de la historia el papel del ilustrador ha sido fundamental para la comunicación en la sociedad, la importancia de tener una Imagen que cuente con una narrativa visual acorde al texto radica que sea entendible para todo público.  Los ilustradores crean obras con finalidades educativas, instructivas, cultural, formativa, simbólica y comerciales, aunque esto no siempre va ligado a contenidos de mercado, la obra de cada ilustrador dependiendo de su contexto, puede ser personal y ligada a sus sentires como medio expresivo.
Los ilustradores tienen una función comunicativa que favorece el entendimiento de mensajes, conceptos y textos, la representación por medio de figuras son un medio para educar y enseñar, el ilustrador transforma el texto a un elemento gráfico por medio de la reflexión y éste posibilita una mejor comprensión del contenido textual a través de elementos organizados que visualmente sean atractivos a la vista.

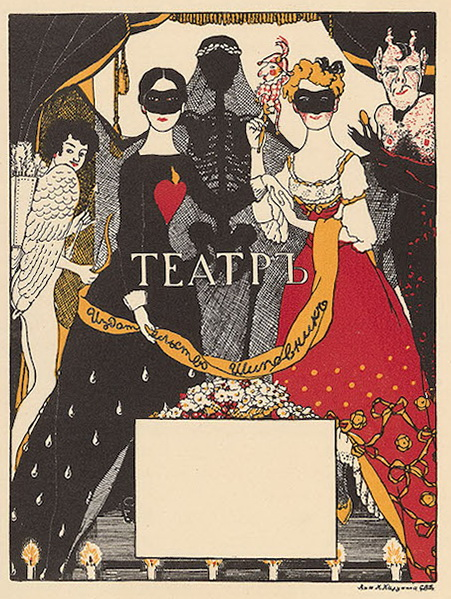
Ilustración de Konstántin Sómov. (1909)

Los ilustradores pueden hacer uso de su habilidad no solo para crear contenido visual que clarifique ideas textuales sino también para manifestar y protestar, así como también para exteriorizar su apoyo hacía movimientos o mostrar sus emociones. La ilustración no tiene un fórmula establecida para crear, es el ilustrador quién tiene el poder de enunciar a través del peso de la imagen su propuesta simbólica.

## Técnicas

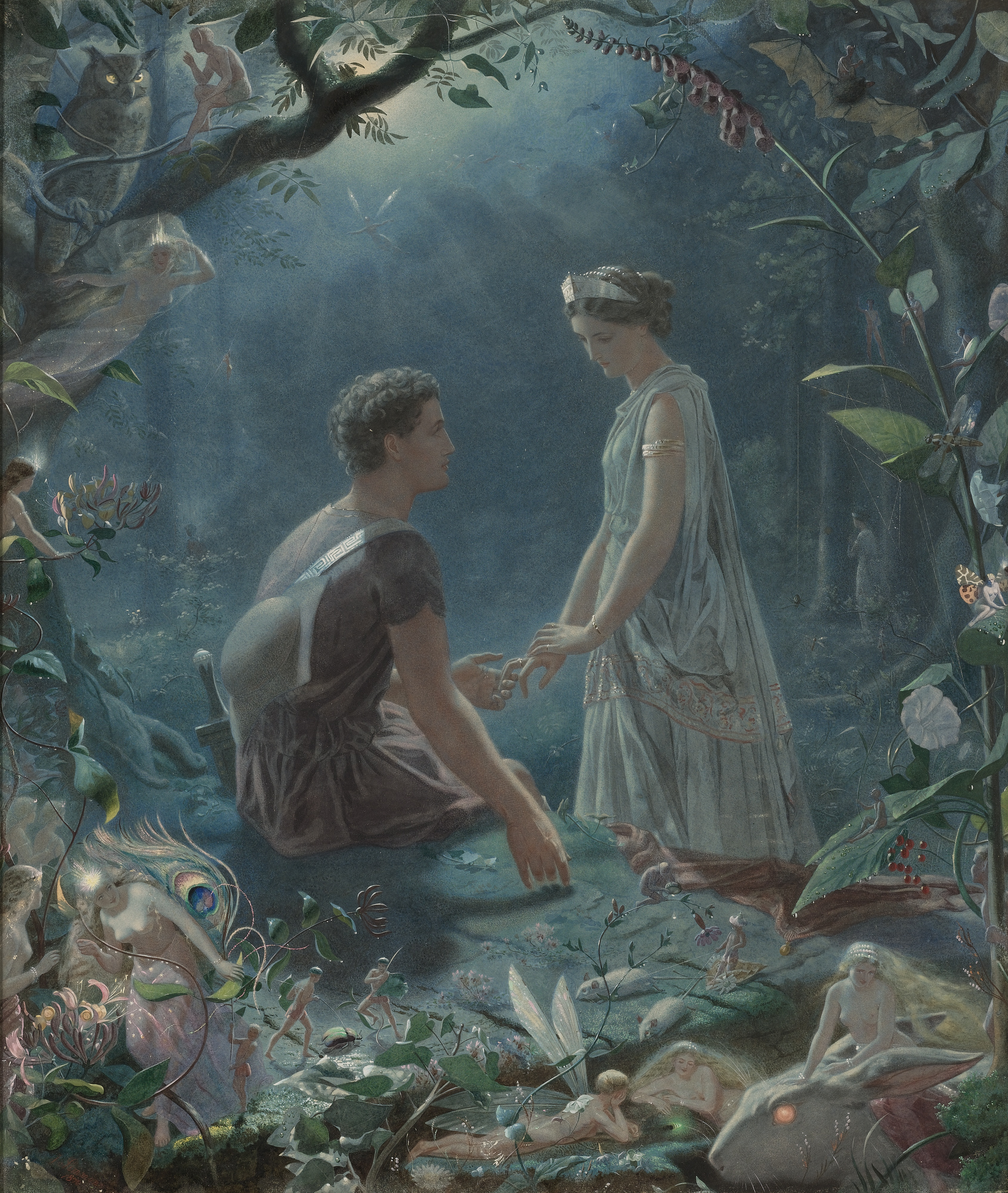
Una pintura en acuarela hecha por John Simmons, que representa a Hermia y Lysander, de A Midsummer Night's Dream (1870).

El ilustrador tiene la libertad de elegir la técnica que mejor se adapte a lo que quiere comunicar, en el lenguaje visual la técnica tiene un peso mayúsculo al momento de comunicar por la naturaleza de los propios materiales, el ilustrador hace uso de las técnicas de forma estratégica con el fin de cumplir el propósito de manifestar el mensaje específico que quiere comunicar al espectador.
Actualmente existen diversas técnicas que pueden ser usadas para la creación de una ilustración. Desde técnicas tradicionales y contemporáneas como el arte digital.
Algunas técnicas de tradicionales de ilustración incluyen; acuarela, a lápiz, aerógrafo, pintura al óleo, pintura al pastel, grabado en madera y linograbado.
El dibujo y el color van fuertemente ligados en la obra final, aunque dependiendo de lo que se quiera exponer se puede hacer uso de la escala de grises, se pueden usar materiales como grafito, tizas pastel, crayones, lápices de colores, tinta, gouache, rotuladores, plumones y acrílico.
Se usan imágenes de referencia para crear escenas y personajes. Esto puede ser tan simple como mirar una imagen para inspirar su obra de arte, o crear bocetos de personajes y escenas detalladas desde diferentes ángulos para crear la base de un mundo de libros ilustrados.

## Ilustradores famosos
- Jesu Medina
- Edwin Austin Abbey
- Attila Adorjany
- Chris van Allsburg
- Yoshitaka Amano
- Rodolfo Arotxarena
- Asun Balzola
- George Barbier
- Carl Barks
- Pauline Baynes
- Aubrey Beardsley
- Elsa Beskow
- Ivan Bilibin
- Quentin Blake
- Mary Blair
- Priscilla Susan Bury
- Howard Chandler Christy
- Harry Clarke
- Gustave Doré
- Nicolas Eekman
- Erté
- Alfons Figueras
- James Montgomery Flagg
- René Follet
- Roberto Fontanarrosa
- Harold Foster
- Julien Fournie
- Frank Frazetta
- Héctor Garrido
- Dumitru Găleșanu
- Charles Dana Gibson
- Eric Gill
- Milton Glaser
- Edward Gorey
- Kate Greenaway
- Rebecca Guay
- Baron Barrymore Halpenny
- Clifford Harper
- Brett Helquist
- Don Hewitt
- William Hogarth
- Katsushika Hokusai
- Brad Holland
- Winslow Homer
- Eddie Jones
- Josh Kirby
- Antonio Lara de Gavilán
- Rick Law
- John Lawrence
- Kay Nielsen
- Anne Anderson
- Eleanore Abott
- Walter Crane
- Edmun Dulac
- Edward Lear
- Alan Lee
- Angus McBride
- Winsor McCay
- Dave McKean
- David McKee
- Coral Moramontti
- Alfons Mucha
- Sidney Paget
- Mervyn Peake
- Myrea Pettit
- André Pijet
- Beatrix Potter
- Howard Pyle
- Arthur Rackham
- Miguel Rep
- Albert Robida
- David Roberts
- Norman Rockwell
- Spain Rodríguez
- Félicien Rops
- Diego Greco
- Hermenegildo Sábat
- Alberto Saichann
- Gerald Scarfe
- Ronald Searle
- Maurice Sendak
- Fermín Solís
- Konstantin Somov
- Art Spiegelman
- William Steig
- Saul Steinberg
- Willy Stöwer
- John Tenniel
- Boris Vallejo
- Chris Van Allsburg
- Alberto Vargas
- Gee Vaucher
- Ashley Wood
- Eulogio Varela Sartorio
- Alberto Breccia
- Andrea Baclé
- César Hipólito Baclé
- Renata Schussheim